# Пітер і Венді
Пітер Пен; або «Хлопчик, який не хотів вирости», часто відомий просто як Пітер Пен, — це твір Джеймса М. Баррі у формі п'єси 1904 року та роману 1911 року під назвою «Пітер і Венді», який часто називають «Пітер Пен і Венді». Обидві версії розповідають про Пітера Пена, маленького хлопчика — бешкетника, який вміє літати та переживає багато пригод на острові Небувалії, населеному морськими дівами, феями, «індіанцями» (американо-індіанцями) та піратами. Історії про Пітера Пена також включають персонажів Венді Дарлінг та двох її братів Джона і Майкла, фею Пітера Дінь-Дінь, Загублених хлопчиків, а також пірата Капітана Гака. П'єса та роман були натхненні дружбою Баррі з сім'єю Левеліна Девіса. Баррі продовжував удосконалювати п'єсу протягом багатьох років після її дебюту до публікації сценарію п'єси в 1928 році.
П'єса дебютувала в Театрі герцога Йоркського в Лондоні 27 грудня 1904 року з Ніною Бусіко, донькою драматурга Діона Бусіко, у головній ролі. Бродвейська постановка була поставлена в 1905 році з Мод Адамс у головній ролі. Пізніше вистава була відроджена такими актрисами, як Мерилін Міллер та Єва Ле Галлієн. П'єса була адаптована як пантоміма, сценічний мюзикл, спеціальна телевізійна програма та кілька фільмів, у тому числі німий фільм 1924 року, анімаційний фільм Діснея 1953 року та пригодницький фільм 2003 року в жанрі фентезі. П'єса зараз рідко виконується в оригінальній формі на сцені у Великій Британії, тоді як адаптації пантоміми часто ставлять на Різдво. У США оригінальна версія також була витіснена за популярністю музичною версією 1954 року, яка стала затребуваною на телебаченні.
До публікації роману Баррі п'єса була вперше адаптована до сюжету роману 1907 року «Книга з малюнками Пітера Пена», написаного Деніелом О'Коннором та проілюстрованого Еліс Б. Вудворд. Це також була перша ілюстрована версія оповідання. Роман був вперше опублікований у 1911 році Hodder & Stoughton у Великій Британії та виданням Charles Scribner's Sons у США. Оригінальна книга містить фронтиспис та 11 півтонових зображень художника Френсіса Бедфорда (ілюстрації якого все ще захищені авторським правом у країнах ЄС). Вперше роман був скорочений Мей Байрон у 1915 році з дозволу Баррі та опублікований під назвою «Пітер Пен і Венді» - вперше використавши її. Пізніше цю версію проілюструвала Мейбл Люсі Етвелл у 1921 році. У 1929 році Баррі передав авторські права на твори Пітера Пена Great Ormond Street — дитячій лікарні в Лондоні.

## Передісторія
Баррі створив Пітера Пена в історіях, які він розповідав синам своєї подруги Сільвії Левелін-Девіс, з якою у нього склалися особливі стосунки. Місіс Левелін-Девіс померла від раку через кілька років після смерті її чоловіка; Баррі був співопікуном хлопчиків і неофіційно всиновив їх. :45–47
Ім'я персонажа походить з двох джерел: Пітер Левелін-Девіс, один із хлопчиків, і Пан, пустотливий грецький бог лісів, мисливців та пастухів. Ендрю Біркін припустив, що натхненням для персонажа був старший брат Баррі Девід, смерть якого від нещасного випадку на ковзанах у 14-річному віці глибоко вразила їх матір. За словами Біркін, смерть була «катастрофою, в яку неможливо повірити, від якої вона ніколи не оговталася повністю. Якщо Маргарет Огілві [мати Баррі як героїні його роману 1896 року під такою назвою] черпала певну втіху в думці, що Девід, помираючи хлопчиком, залишиться хлопчиком назавжди, Баррі також черпав натхнення» :3–5
Персонаж Пітера Пена вперше з'явився в романі 1902 року «Маленька біла пташка», написаному для дорослих. :47Наступного персонажа було використано в п'єсі «Пітер Пен, або Хлопчик, який не хотів рости», прем'єра якої відбулася в Лондоні 27 грудня 1904 року і миттєво мала успіх у глядачів. У 1906 році розділи «Маленької білої пташки», в яких зображений персонаж Пітера Пена, були опубліковані як книга «Пітер Пен у Кенсінгтонських садах» з ілюстраціями Артура Рекхема.
Потім Баррі адаптував п'єсу в романі 1911 року «Пітер і Венді», який тепер часто публікується просто як «Пітер Пен». Оригінальний проєкт п'єси мав назву просто Anon: A Play (дослівно — Анон: П'єса). Серед робочих назв Баррі для нього були «Великий білий батько» та «Пітер Пен, або Хлопчик, який ненавидів матерів». Продюсеру Чарльзу Фроману не сподобалася назва рукопису, у відповідь на що Баррі нібито запропонував «Хлопчик, який не міг (не хотів) вирости»; Фроман запропонував змінити його на «Не хотів би» та відмовитися від «Великого білого батька» як назви. :105

## Короткий зміст сюжету
Хоча персонаж раніше з'являвся в книзі Баррі «Маленька біла пташка», п'єса та її новелізація містять історію про Пітера Пена, яка є найвідомішою. Обидві версії відрізняються деякими деталями сюжету, але мають багато спільного. В обидбох версіях Пітер в одязі з листків прокрадається вночі до будинку Дарлінгів у Блумзбері, підслуховуючи Казки Мері Дарлінг, які вона розповідає своїм дітям перед сном біля відкритого вікна. Одного разу вночі Пітера помічають, і він, намагаючись втекти, залишає в будинку свою тінь. Через кілька днів, напередодні Різдва, коли містер і місіс Дарлінг йдуть у гості до сусідів, Пітер та його фея Дінь-Дінь серед ночі повертаються за тінню та випадково будить Венді. Пітер розповідає їй, що сам він пішов від батьків на день, коли народився, тому що не хоче дорослішати. Тому жив у Кенсінгтонських садах серед фей, а потім став капітаном втрачених хлопчиків, які живуть на острові Небувалія (англ. Neverland).
Венді вдається знову прикріпити до нього його тінь за допомогою нитки та голки, а Пітер дізнається, що дівчина знає багато казок. Пітер умовляє Венді та її молодших братів Джона та Майкла вирушити з ним на острів, і вчить їх літати за допомогою чарівного порошку фей. Діти відлітають за Пітером через вікно до того, як у їхню кімнату встигають прибігти батьки, налякані гавканням Нени.
Чарівний повітряний політ Пітера з Венді та її братами до Небувалії супроводжується безліччю пригод. Венді ледь не застрелили пірати з гармати, Пітера поривом вітру відносить убік, а брати падають на землю. Поки не з'явився Пітер, його фея-супутниця Дінь-Дінь обманом заводить Венді (ревнуючи її до хлопця) до секретного будинку хлопчиків, і пропонує одному з них вбити її. У Венді стріляє Болтун, проте вона залишається живою завдяки підвіски з жолудя, подарованій Пітером в обмін на «поцілунок» (насправді наперсток), яку вона носить на шиї. Повернувшись Пітер, разом з хлопцями будують для Венді маленький будиночок, щоб жити в ньому, поки вона одужує (тип споруди, який донині називають будинком Венді).
Венді одразу бере на себе роль матері та всіляко піклується про них Пітера та свої молодших братів. Пітер бере Дарлінгів у кілька пригод, перша з яких сталася справді небезпечною в Лагуні Русалок. Зі скелі над морем вони бачать піратів, які хочуть втопити Тигрову Лілію, доньку вождя червоношкірих. Імітуючи голос Гака, Пітер наказує піратам відпустити дівчину. Так індіанці стають союзниками хлопчаків та охороняють їх.
На знак подяки за те, що Пітер врятував Тигрову Лілію, її плем'я охороняє його дім від наступного неминучого нападу піратів. Тим часом Венді починає закохуватися в Пітера і запитує його, які почуття він відчуває до неї. Пітер каже, що він має «почуття відданого сина», розчаровуючи Венді. Одного разу, розповідаючи історії Загубленим хлопчикам і своїм братам Джону та Майклу, Венді вдається згадати своїх батьків та подумати про повернення додому до Англії. В цей час пірати, напавши на індіанців з порушенням правил ведення війни на острові, обманом виманюють хлопчиків з їхнього укриття саме коли Венді з братами хоче повернутися назад до батьків. Ватажок піратів капітан Гак уважає Пітера Пена своїм ворогом, бо той колись відрубав йому праву руку. Пірат отримав прізвисько через гак, який замінив його руку. З того часу на головного пірата полює крокодил, який з'їв його руку після того, як та впала у воду, і тепер хоче з'їсти його повністю. Крокодил також проковтнув цокаючий годинник, тому Гак остерігається всіх цокаючих звуків.
Коли Пітер прокидається, він дізнається від Дінь-Дінь, що Венді викрали. Розхвилювавшись хлопець хоче прийняти ліки, однак Дінь-Дінь говорить, що вони отруєні. Пітер доводить феї, що пірат не міг увійти в їхнє таємне помешкання непоміченим. Щоб довести, що вона говорить правду Дінь-Дінь випиває отруту помирає, говорячи, що вона б була живою, якби діти вірили у фей. В цей момент п'єси Пітер звертається до глядачів, які дивляться виставу, і просить тих, хто вірить у фей, поплескати в долоні. У романі сказано, що Пітер розмовляє з усіма дітьми, які зараз сплять і мріють побувати в Небувалії.
Пітер прямує на піратський корабель, де Гак збирається стратити хлопчиків. По дорозі він зустрічає крокодила в якому не чутно цокання. Так, Пітер розуміє, що годинник, мабуть, нарешті зламався. Пітер вирішує скопіювати звук та видає себе за крокодила. Пробравшись на корабель він лякає Гака та його команду, які сприймають хлопця за крокодила. Поки пірати шукають хижу рептилію, Пітер пробирається в каюту, щоб вкрасти ключі та звільняє Загублених Хлопців. Коли пірати приходять на шум у каюті, Пітер перемагає їх. Вийшовши на палубу він з Гаком починає кульмінаційну битву, яку Пітер легко виграє. Хлопець штовхає капітана Гака падає з борту корабля прямо в пащу крокодила, який чекає того у воді. Потім Пітер бере керування кораблем на себе і пливе морем до Азорських островів, а потім всі разом летять до Лондона.
Дарлінги щасливо возз'єдналися зі своїми батьками. Потім Венді показує шістьох загублених хлопчиків своїм батькам, які вирішують усиновити їх. Пітер ненадовго повертається. Мати Венді також пропонує усиновити його, але Пітер відмовляється, побоюючись, що його «зловлять і зроблять людиною». Мері Дарлінг розповідає Пітеру, що знала його, ще коли була дівчинкою.
Пітер обіцяє прилітати щовесни за Венді та брати її до Небувалії на тиждень. Через рік Венді готується повернутися додому після весняного відвідування острова. Зазначається, що Дінь-Дінь померла протягом цього року, оскільки феї від природи недовговічні істоти. Однак Пітер уже забув про фею, Загублених Хлопців і навіть Гака, коли до нього повертається Венді.

### Епілог
Через чотири роки після прем'єри оригінальної постановки «Пітер Пен» Баррі написав додаткову сцену під назвою «Коли Венді виріс». Продовження сюжету, згодом було додано до останнього розділу «Пітера та Венді», а пізніше опубліковано окремою книгою в 1957 році
У продовженні історії Пітер повертається за Венді через багато років, але тепер вона виросла та виховує свою доньку на ім'я Джейн. Пітер також дізнається, що Венді вийшла заміж за одного із Загублених Хлопців, хоча цей факт не згадується в романі, і ніколи не розкривається, за кого саме вона вийшла заміж (в оригінальному проєкті п'єси згадується, що вона вийшла заміж за Тутлза, хоча Баррі прибрав цей факт перед публікацією). Через «зраду» Венді Пітер із розбитим серцем живе на острові Небувалія, поки Джейн не погоджується приїхати до нього. В останніх кількох реченнях роману Баррі згадує, що Джейн також виросла і що Пітер щовесни тепер бере її доньку Маргарет до Небувалії. Баррі повідомляє, що так триватиме вічно, «поки діти не втратять здатність бути веселими, допитливими та постійно дивуватись».
Продовження сюжету лише зрідка використовується в постановках п'єси, але завершення сюжету було включено до музичної постановки з Мері Мартін у головній ролі, і стала передумовою для продовження Disney їхньої анімаційної адаптації історії « Повернення до Небувалії». :230Цей епілог був також знятий для фільму 2003 року, але не включений до остаточної версії, хоча приблизний фрагмент послідовності був включений як додатковий на DVD-диску фільму.

## Персонажі

### Пітер Пен
Пітер Пен — один із головних героїв п'єси та роману. В романі він описується як хлопчик, у якого ще є всі молочні зуби; він носить одяг з листя (осіннє листя в п'єсі, скелет з листя в романі) і грає на сопілці. Він єдиний хлопчик, який може літати без допомоги казкового пилу Дінь-Дінь. Він відмовився дорослішати і не довіряє матерям, оскільки почувався зрадженим своєю; в його оригінальній концепції згадується, що коли Пітер намагався повернутися додому, вікно було зачинене, а його мати народила нового хлопчика. Він піклується про Венді, але може сприймати її лише як материнське начало, а не як кохану. Баррі пояснює це «загадкою самого свого буття». Він дуже зухвалий, але й забудькуватий; оскільки йому потрібно забути те, чого він навчився під час своїх пригод, щоб зберегти своє «дитяче диво».

### Люба сім'я
Відповідно до опису Баррі будинку Дарлінгів, сім'я живе в Блумсбері, Лондон.
- Венді Дарлінг – Венді — старша дитина, їхня єдина донька і головна героїня роману. Їй подобається бути домогосподаркою та розповідати казки. Тому вона хоче стати матір'ю. Ідеї для розповіді вона черпає з пригод з її домашнім вовком, що живе з нею у маленькому лісовому будиночку. Венді має трохи (взаємної) неприязні до Тигрової Лілі, яка, як і вона, захоплюється Пітером. Здається, вона не відчуває того ж самого до Дінь-Дінь, але фея постійно її переслідує і навіть намагається вбити. Наприкінці роману Венді подорослішала, вийшла заміж і народила доньку Джейн, яка пізніше їй подарувала онуку Маргарет. У різних історіях Венді зображують зі світлим, каштановим або чорним волоссям. Хоча неясно, чи закохана вона в Пітера, можна припустити, що вона має до нього якісь почуття. Венді часто називають «матір'ю» Загублених Хлопців, і хоча Пітер також вважає її своєю «матір'ю», він бере на себе роль «батька», натякаючи, що вони грають у своїх іграх подружню пару.

Кілька авторів стверджують, що Баррі був першим, хто використав ім'я Венді в опублікованій праці. Це ім'я запропонувала його подруга дитинства Маргарет Генлі — донька поета Вільяма Ернеста Генлі. У 4-річному віці вона вимовила це слово «друг» (friend) як «Fwiendy», адаптоване Баррі як «Венді» («Wendy») під час написання п'єси. :231 Є деякі докази того, що ім'я Венді може бути пов'язане з валлійським ім'ям Гвендолін, і воно також використовується як зменшувальний варіант східноєвропейського імені «Ванда», але до його використання в Пітер Пені оповідань це ім'я не вживалося як самостійне.
- Джон Дарлінг – Джон — середня дитина в родині. Він добре ладнає з Венді, але часто сперечається з молодшим Майклом. Він захоплюється піратами, і мріє стати «Рідоруким Джеком». Він мріє жити в перевернутому човні на пісках, де не має друзів і проводить час, стріляючи по фламінго. Хлопець товаришує з Пітером Пеном, але іноді вони конфліктують через природу Пітера похизуватися. Він також нагадує свого батька і мріє одного разу, коли виросте, керувати його фірмою. Коли хлопця описують як дорослого, то кажуть, що він «бородатий чоловік, який не знає жодної казки, щоб розповісти своїм дітям». Персонаж Джон був названий на честь Джека Ллевеліна Девіса.
- Майкл Дарлінг – Майкл — наймолодша дитина в родині. Йому приблизно п'ять років, оскільки він досі носить пінафори, які носять молоді хлопчики едвардіанської епохи. Він захоплюється Джоном та Венді, мріючи жити у вігвамі, куди вночі навідуються його друзі. Майкл перший із дітей Дарлінгів, хто забув про своє життя до подорожі в Небувалію, як і останній із хлопчиків (включаючи Загублених Хлопців), який перестав вірити в Пітера після їхнього повернення. В дорослому житті працює машиністом. Його назвали на честь Майкла Ллевеліна Девіса.
- Подружжя Дарлінгів – Джордж та Мері Дарлінг — люблячі батьки своїх трьох дітей. Містер Дарлінг — презентабельний клерк із Лондонського Сіті, але добрий душею. Він почувається надзвичайно винним через зникнення своїх дітей і для покаяння проводить весь свій час у будці Нани, йдучи на роботу та з роботи. Мері Дарлінг описують як розумну, романтичну жінку. Також кажуть, що у неї є поцілунок у куточку рота, до якого ніхто не міг дотягнутися, хоча Пітер забирає його з собою наприкінці роману. Натякають, що вона знала Пітера Пена ще до народження своїх дітей. Містера Дарлінга назвали на честь старшого хлопчика Ллевеліна Девіса, Джорджа, а місіс Дарлінг була названа на честь Мері Енселл, дружини Баррі, хоча їхні персонажі з'явилися як прототипи Артура та Сільвії Ллевелін-Девіс.[11] :15 У сценічній версії ролі Містера Дарлінга та Капітана Гака традиційно виконує один і той же актор.
- Нана — собака породи Ньюфаундленд, яка працює нянею в родині Дарлінгів. Нана не говорить і не робить нічого, що виходить за межі фізичних можливостей великої собаки, але діє з очевидним розумінням своїх обов'язків. У сценічних постановках персонажа грає актор у костюмі собаки. Баррі створив образ Нани на основі свого собаки Луата, породи Ньюфаундленд.[12]
- Ліза — служниця сім'ї Дарлінгів. Вона з'являється лише в першій дії, за винятком мюзиклу 1954 року, де вона бачить, як діти Дарлінгів відлітають разом з Пітером, а Ліза намагається їх зупинити. Тоді Майкл посипає її казковим пилом, і служниця потрапляє до Небувалії. Наприкінці сюжету вона повертається з дітьми. У цій адаптації їй відведено два музичні номери.

### Загублені хлопці
Загублені хлопці (The Lost Boys) — це група хлопчиків, «які випадають зі своїх колясок, коли медсестра дивиться в інший бік, і якщо їх не заберуть протягом семи днів, їх відправляють далеко в Небувалію». Пітер Пен — їх капітан. Немає «загублених дівчат», тому що, як пояснює Пітер, дівчата надто розумні, щоб випасти з коляски. У романі (але не в оригінальній п'єсі) стверджується, що Пітер «розріджує їх», коли вони починають рости. Немає жодного пояснення, що мається на увазі: або він вбиває, або виганяє їх. Наприкінці історії Дарлінги усиновлюють їх, і вони поступово втрачають здатність літати та забувають про Пітера та Небувалію.
- Тутлз – найскромніший із Загублених хлопців, тому що він часто страждає від їх жорстокої поведінки. Хоча він часто буває дурним, однак завжди першим захищає Венді. За іронією долі, він стріляв у неї перед першою зустріччю через обман Дінь-Дінь. У дорослому житті працює суддею.
- Нібс – Нібса описують як «веселого та простодушного», мабуть, найсміливішого Загубленого хлопчика. Він каже, що єдине, що пам'ятає про свою матір, це те, що вона завжди хотіла мати багато грошей на чековій книжці; він каже, що хотів би подарувати їй… якби знав, що таке чекова книжка. Він також найстарший і найкрасивіший Загублений хлопець.
- Злегка – найбільш зарозумілий, тому що він вірить, що пам'ятає ті дні, коли він «загубився». Він єдиний Загублений хлопчик, який «знає» своє прізвище – він каже, що на його переднику було написано «Злегка забруднений». Він вирізає свистки з гілок дерев і танцює під мелодії, які створює сам. Злегка, мабуть, поганий ілюзор. Він глибоко дихає, коли відчуває, що потрапив у біду, і зрештою це призводить до майже падіння Пітера. У дорослому житті він одружується на титулованій леді і стає лордом.
- Кучерявий – Керлі — найнеприємніший Загублений хлопчик. У версії історії Діснея він став «Каббі».
- Близнюки – Перший і другий близнюки мало знають про себе – їм заборонено, тому що Пітер Пен не знає, що таке Близнюки (він вважає, що близнюки — це дві частини однієї людини, що, хоч і неправильно, але правильно в тому сенсі, що Близнюки закінчують речення один одному (принаймні), в екранізації).

### Мешканці Небувалії
- Тигрова Лілі — горда, прекрасна принцеса племені пікканінні, яку зображують у спосіб, який зараз вважається стереотипним.[13] Баррі зобразив плем'я червоношкірих як примітивних, войовничих дикунів, які розмовляли гортанним голосом.[13] Вона, мабуть, достатньо доросла, щоб вийти заміж, але відмовляється від залицяльників, тому має почуття до Пітера. Вона ревнує Венді та Дінь-Дінь. Тигрову Лілі мало не вбив капітан Гак, коли її помітили, як вона сідає на борт «Веселого Роджера» з ножем у роті, але Пітер врятував дівчину.
- Дінь-Дінь або Дзвоничка — фея Пітера Пена. Її описують як звичайну фею, яка лагодить каструлі та чайники, і хоча іноді вона погано поводиться та мстива, іноді вона допомагає та надто добра до Пітера (до якого вона відчуває романтичні почуття). Крайнощі в її характері пояснюються тим, що розміри феї не дають їй мати більше одного почуття одночасно. У книзі Баррі, після першого щорічного повернення Пітера до Венді, хлопець забув про Дінь-Дінь і припускає, що її «більше немає», оскільки феї довго не живуть.
- Капітан Джеймс Гак — головний антагоніст, мстивий пірат, який прагне убити Пітера Пена, не стільки через те, що Пітер відрубав йому праву руку, а тому, що хлопець «зухвалий» і доводить благородного пірата до «божевілля». Він капітан корабля «Веселий Роджер». Джеймс навчався в Ітонському коледжі, перш ніж стати піратом, і одержимий «хорошою формою». Його справжнє ім'я не Джеймс Гук, але стверджується, що розкриття цього розвалить націю навіть зараз. Гак зустрічає свою смерть, коли його з'їдає крокодил. У сценічній версії цього персонажа грає той самий актор, що й містера Дарлінга.
- Містер Смі — ірландський пірат-нонконформіст. Він боцман «Веселого Роджера». Смі — один із двох піратів, які вижили після вбивства Пітера Пена. Потім він заробляє на життя, розповідаючи, що він єдиний чоловік, якого боявся Джеймс Гак.
- Джентльмен Старкі колись був приставом у державній школі. Він перший помічник капітана Гака. Старкі — один із двох піратів, які втекли від розправи Пітера Пена – він випливає на берег і стає нянею для племені пікканінні. Пітер Пен віддає капелюх Старкі Never Bird, щоб той використовував його як гніздо.
- Феї – У романі «Пітер і Венді», опублікованому в 1911 році, крім Дінь-Дінь, у Небувалії є й інші феї. У частині історії, де Пітер Пен і Загублені хлопчики побудували будинок для Венді в Небувалії, Пітер Пен не спав тієї ночі, щоб охороняти її від піратів, але потім історія говорить: «Через деякий час він заснув і деяким маленьким феям довелося перелізти через нього, повертаючись додому з оргії. Будь-хто з інших хлопчиків, які вночі перегороджували казковий шлях, вони б завдали лиха, але вони просто вдарили Пітера по носі й пішли далі». На початку XX століття слово «оргія» зазвичай стосувалося великої групи людей, які вживали алкоголь.[7] :132Феї народжуються, коли дитина вперше сміється, і живуть у гніздах на вершинах дерев. Венді стверджує, що лілові феї — хлопчики, білі — дівчатка, а блакитні — «не впевнені, хто вони».
- Морські діви, які живуть у водах поблизу Небувалії, живуть у Лагуні Русалок. Їх описують як дуже красивих і таємничих створінь, але однаково таких же марнославних та злих. У романі «Пітер і Венді» Баррі стверджує, що морські діви товаришують лише з Пітером і що вони навмисно забризкають або навіть спробують втопити будь-кого іншого, якщо ті підійдуть досить близько. Особливо небезпечно для смертних ходити в Лагуну Русалок вночі, тому що саме тоді русалки голосно співають у місячному світлі та видають дивні плачі, щоб залучити потенційних жертв.
- Крокодил — ворог Капітана Гака. Під час бою на мечах Пітер відрубав праву руку Гака і згодував її крокодилу, який з тих пір слідував за Гаком, прагнучи більшого. Крокодил також проковтнув годинник, цокання якого попереджає Гака про присутність цього хижака, хоча з часом він зламався і перестав цокати. Наприкінці історії капітан Гак потрапляє в пащу крокодила і той його проковтнув.

## Основні теми
Підзаголовок вистави «Хлопчик, який не хотів рости» підкреслює головну тему: конфлікт між невинністю дитинства та соціальною відповідальністю дорослого життя. Пітер вирішив не переходити від одного до іншого, і заохочує інших дітей робити те ж саме. Однак початкова лінія роману «Усі діти, крім одного, дорослішають» і розв'язка оповідання вказує на те, що це бажання нереальне, а в альтернативі є елемент трагізму.
Баррі був дуже проникливим, помічаючи багато аспектів психічного розвитку дітей за десятиліття до того, як їх почали вивчати когнітивні психологи. Зокрема, Пітеру бракує розумової здатності до вторинного ментального представлення, він не може згадати минуле, передбачити майбутнє, розглядати дві речі одночасно або бачити речі з точки зору іншої людини. Тому він страждає амнезією, тому він доволі імпульсивний та бездушний.
В історії є легкий романтичний аспект, який іноді применшують або зовсім опускають. Кокетливе бажання Венді поцілувати Пітера, його бажання стати матір'ю, його суперечливі почуття до Венді, Тигрової Лілі та Дінь-Дінь (кожна представляє різні жіночі архетипи), а також символізм його боротьби з Капітаном Гаком (традиційно грає той самий актор, що й батька Венді), все могло натякати на фрейдистську інтерпретацію (див Едіпів комплекс). У більшості дитячих адаптацій п'єси, включаючи фільм Діснея 1953 року, відсутні будь-які романтичні теми між Венді та Пітером, але оригінал Баррі 1904 року, його роман 1911 року, мюзикл 1954 року «Мері Мартін» та художні фільми 1924 і 2003 років містять натяк на романтичні стосунки.
Джеффрі Говард відзначив екзистенціальні мотиви літературного твору, стверджуючи, що «Пітер Пен» — це «повість-застереження для тих, хто боїться відповідальності життя та невизначеності смерті», яка досліджує такі поняття, як неминучість смерті, свобода планувати своє життя, відчуження, і уявлення про те, що існування не має будь-якого очевидного чи внутрішнього сенсу.

## Сценічні постановки
Оригінальна постановка відбулася в театрі герцога Йоркського в лондонському Вест-Енді 27 грудня 1904 року. У ньому знялися Джеральд дю Мор'є в ролі капітана Гака і містера Дарлінга та Ніна Бусіко в ролі Пітера. Учасниками Peter's Band були Джоан Бернетт (Тутлс), Крістін Сільвер (Нібс), А. В. Басккомб (Злегка), Еліс ДюБаррі (Керлі), Полін Чейз (1-й близнюк), Філліс Бідон (2-й близнюк). Окрім дю Мор'є, піратами були: Джордж Шелтон (Смі), Сідні Гаркорт (Джентльмен Старкі), Чарльз Тревор (Куксон), Фредерік Аннерлі (Секко), Г'юберт Вілліс (Маллінз), Джеймс Інгліш (Джукс), Джон Келт (Нудлер). Філіп Дарвін зіграв Велику Велику Маленьку Пантеру, Міріам Несбітт — Тигрову Лілію, а Ела К'ю Мей зіграла Лізу (за іронією долі названа «Автор п'єси»). Першого пірата зіграв Джеральд Малверн, Другого пірата — Дж. Грейм, Чорного пірата — С. Спенсер, Крокодила — А. Ганкер та К. Лоутон, а Страуса — Г. Хенсон.
Насамперед через те, що тодішні правила не дозволяли дітям бути на сцені, хлопчик не міг зіграти роль Пітера Пена, а дорослий актор не підходив би для цієї ролі. П'єса тоді дотримувалася традиції пантоміми, коли молода жінка виконувала роль головного хлопчика, хоча оригінальна п'єса «Пітер Пен» ніколи не класифікувалася як пантоміма.
Виконавши роль Ніни Бусіко, Сесілія Лофтус зіграла також Пітера у постановці 1905—1906 років. Полін Чейз виконувала цю роль, починаючи з лондонського сезону 1906—1907 років до 1914 року, тоді як Зена Дере була Пітером у гастролях протягом більшої частини цього періоду. Жан Форбс-Робертсон став відомим Паном у Лондоні в 1920-1930-х роках. :151–53
Дінь-Дінь була представлена на сцені стрімким світлом, «створеним маленьким дзеркалом, яке тримали в руці поза сценою і відбивало маленьке коло світла від потужної лампи», а її голос був «нашийником із дзвіночків і двома спеціальними тих, які Баррі привіз зі Швейцарії». Проте міс «Джейн Рен» або «Дженні Рен» була зазначена серед акторів у програмах оригінальних постановок, які грали Дінь-Дінь: завдяки цьому жартові вдалося обдурити її податкового інспектора, який надіслав їй податкову вимогу.
Традиційно у постановках «Пітера Пена» Містера Дарлінга (батько дітей) і Капітана Гака грає (або озвучує) один і той же актор. Хоча спочатку це було зроблено просто для ефективного залучення актора (персонажі з'являються в різних частинах історії) без тематичного наміру, деякі критики сприйняли подібність між двома героями як центральні фігури в житті дітей. Це також приводить до різкого зіставлення між нешкідливою пихою містера Дарлінга та пихатим марнославством Капітана Гака.
Після успіху своєї оригінальної лондонської постановки Чарльз Фроман здійснив постановку в Нью-Йорку в театрі Empire Theatre у 1905 році. У бродвейській постановці 1905 року зіграла Мод Адамс, яка грала роль багато разів протягом більше десяти років, а в США була моделлю для цього персонажа понад 100 років після цього. Його знову поставили в США Civic Repertory Theatre у листопаді 1928 та грудні 1928 року, де Єва Ле Галлієн була режисером і зіграла роль Пітера Пена. Її постановка стала першою, де Пітер вилетів над головами глядачів. :173
Серед музично-театральних адаптацій найвідомішою в США була американська музична версія 1954 року, знята Джеромом Роббінсом із Мері Мартін у головній ролі, яка пізніше була записана на відео для телебачення та кілька разів ретранслювалася. Мартін стала акторкою, яка найбільше асоціювалася з цією роллю в США протягом кількох десятиліть, хоча пізніше Сенді Дункан і Кеті Рігбі багато гастролювали в цій версії і стали добре відомими завдяки цій ролі.

## Адаптації
Історія про Пітера Пена була популярною для адаптації в інших ЗМІ. Історія та її персонажі були використані як основа для низки кінофільмів (в тому числі й анімаційних), сценічних мюзиклів, телевізійних програм, балету, а також допоміжних медіа та товарів. Найвідомішими з них є повнометражний анімаційний фільм 1953 року виробництва Волта Діснея, в якому озвучено 15-річного кіноактора Боббі Дрісколла (одного з перших чоловіків-акторів у головній ролі, яку традиційно грали жінки); серія музичних постановок (та їх телевізійних презентацій) із Мері Мартін, Сенді Дункан та Кеті Рігбі в головних ролях; і художній фільм 2003 року режисера Пі Джей Хогана з Джеремі Самптером та Джейсоном Айзексом у головних ролях.
Було кілька доповнень до історії Пітера Пена, включно з авторизованим продовженням роману «Пітер Пен у багряному кольорі» та гучних фільмів-продовжень «Повернення до Небувалії» та «Капітан Гак». Різні персонажі з історії з'являлися в інших місцях, особливо Дінь-Дінь як талісман і персонаж Діснея. Деякі з персонажів є суспільним надбанням, що призводить до несанкціонованого розширення списку заборонених до використання персонажів. Деякі з них викликали суперечки, як-от серія приквелів Дейва Беррі та Рідлі Пірсона, а також «Загублені дівчата» — сексуально відвертий графічний роман Алана Мура та Мелінди Геббі, у якому зображені Венді Дарлінг та героїні «Чарівника країни Оз» і «Аліси у Дивокраї».

## У масовій культурі
- У фіналі фільму 1991 року «Зоряний шлях VI: Невідкрита країна», де USS <i id="mwAa4">Enterprise</i> -A збираються вивести з експлуатації, Кірк цитує рядок «друга зірка праворуч і прямо до ранку» з Діснеївського фільму в не оригінальній версії.[26]
- Сегмент, присвячений британській дитячій літературі на церемонії відкриття Олімпійських ігор у Лондоні 2012 року, називається "Друга праворуч і прямо до ранку " (починається з того, що Джоан К. Роулінг читає вступний уривок із роману Дж. М. Баррі).[27][28]

## Критика і полеміка
Навколо деяких аспектів роману та його подальших адаптацій періодично загострювалися суперечки. Критики стверджували, що роман має расистський підтекст, особливо у випадку племені «червоношкірих» («плем'я Пікканінні»), які називають Пітера «Великим Білим Батьком» і розмовляють англійською піджин.
Пізніші екранізації використовували різні підходи до цих персонажів, по-різному представляючи їх як расові підтексти, опускаючи їх, намагаючись представити їх більш достовірно, або переосмислюючи їх як ще один вид «екзотичних» людей.

## Статус авторського права
Статус авторського права на історію про Пітера Пена та її персонажів також був предметом суперечок, особливо після того, як оригінальна версія перейшла у суспільне надбання в різних юрисдикціях. У 1929 році Баррі передав авторські права на твори із зображенням Пітера Пена лікарні Грейт-Ормонд-стріт (GOSH) — провідній дитячій лікарні Великої Британії, і попросив, щоб вартість подарунка ніколи не розголошувалася; це дарування було підтверджено в його заповіті. GOSH скористався цими правами на міжнародному рівні, щоб допомогти підтримати роботу закладу.

### Велика Британія
Термін дії авторських прав у Великій Британії на п'єсу 1904 року та книгу 1911 року спочатку закінчився наприкінці 1987 року (через 50 років після смерті Баррі), але був відновлений у 1995 році після директиви про гармонізацію законів про авторське право в ЄС, яка продовжила термін дії до кінця 2007 року.
Однак, незважаючи на те, що термін дії авторських прав на п'єсу закінчився, Закон про авторське право, зразки та патенти 1988 року містить законодавче положення про безстрокове надання роялті лікарні Грейт-Ормонд-стріт. Зокрема, закон передбачає, що опікуни лікарні мають право на гонорар «щодо будь-якого публічного виконання, комерційної публікації або повідомлення для публіки всієї чи будь-якої істотної частини [п'єси] або її адаптації». Закон передбачає лише право на отримання роялті та не поширюється на інші типові права інтелектуальної власності, такі як творчий контроль над використанням матеріалу або право відмовити в дозволі на його використання. Законодавство не поширюється на більш ранні твори, у яких фігурує персонаж Пітера Пена, наприклад «Маленький білий птах» або «Пітер Пен у Кенсінгтонських садах».

### Сполучені Штати Америки
Лікарня Грейт-Ормонд-стріт (GOSH) стверджує, що законодавство США, яке діяло на 1978 рік та знову в 1998 році, яке розширило авторські права на сценарій п'єси, опублікований у 1928 році, надає їм авторські права на «Пітера Пена» загалом до кінця 2023 року, хоча GOSH визнає. що авторське право на версію роману, опубліковану в 1911 році, закінчилося в США.
Раніше заява GOSH щодо авторських прав у США оскаржувалася різними сторонами. JE Somma подала до суду на GOSH, щоб дозволити публікацію в США її продовження «Після дощу, нова пригода Пітера Пена». GOSH і Сомма домовилися в позасудовому порядку в березні 2004 року, опублікувавши спільну заяву, в якій GOSH заявив, що твір є цінним внеском у сферу дитячої літератури. Сомма охарактеризувала свій роман — який, як вона стверджувала, був критикою оригінального твору, а не його похідним — як сумлінне використання авторських прав лікарні в США. Проте позов було вирішено в умовах цілковитої таємниці та не створило жодного правового прецеденту.
Дісней був давнім власником ліцензії на анімаційні права та співпрацював з лікарнею, демонструючи свої претензії щодо авторських прав, але в 2004 році Дісней опублікував у США «Пітер і ловці зірок» Дейва Беррі та Рідлі Пірсона, першу з кількох продовження, без дозволу та без виплати роялті. У 2006 році Top Shelf Productions опублікувала «Загублені дівчата», графічний роман сексуального характеру за участю Венді Дарлінг у США, також без дозволу чи гонорарів.

### Інші юрисдикції
Оригінальні версії п'єси та роману є загальнодоступними у більшості країн світу — перегляньте список країн, у яких діє авторське право, у Вікіпедії — включно з усіма країнами, де діє термін авторського права протягом 87 років років (чи менше) після смерті творців.
Україна
- Баррі Д. М. Пітер Пен і Венді: повість-казка. — Харків: Septima, 2006. — 304 с. — (Сер. "Країна чудес). — ISBN 966-674-080-х